# Téméphos
Le téméphos (commercialisé sous le nom Abate) est organophosphate larvicide employé dans le traitement des eaux infestées par divers insectes contagieux, notamment les moustiques, les anophèles, et les larves de simulies.
Comme tous les autres organophosphates, le téméphos affecte le système nerveux central par inhibition de la cholinestérase. Il tue ainsi les larves avant l'âge adulte.
Dans les pays en voie de développement où la dengue est endémique, les services de santé publics et privés recourent largement au téméphos pour les régions où abondent les points d'eau stagnante, qui sont des foyers potentiels de contamination par le moustique aedes Aegypti. Le téméphos sert aussi à l’éradication de la dracunculose en détruisant les cyclops qui servent d'hôtes intermédiaires de ce parasite.
Des chercheurs brésiliens (Funasa 2000, Lima et al. 2003) ont observé depuis une dizaine d'années le développement d'une résistance au téméphos chez les moustiques A. aegypti dans plusieurs régions de leur pays, comme à Rio de Janeiro dès 1999.